# Laminorului (stație de metrou)
Stația de metrou Laminorului este o stație de metrou de pe linia M4 din București, inaugurată la data de 31 martie 2017.
În urma unor dezbateri publice, la care au participat locuitori ai Capitalei și Agenția pentru Strategii Guvernamentale, denumirea planificată a stației a fost schimbată în Laminorului.

## Galerie

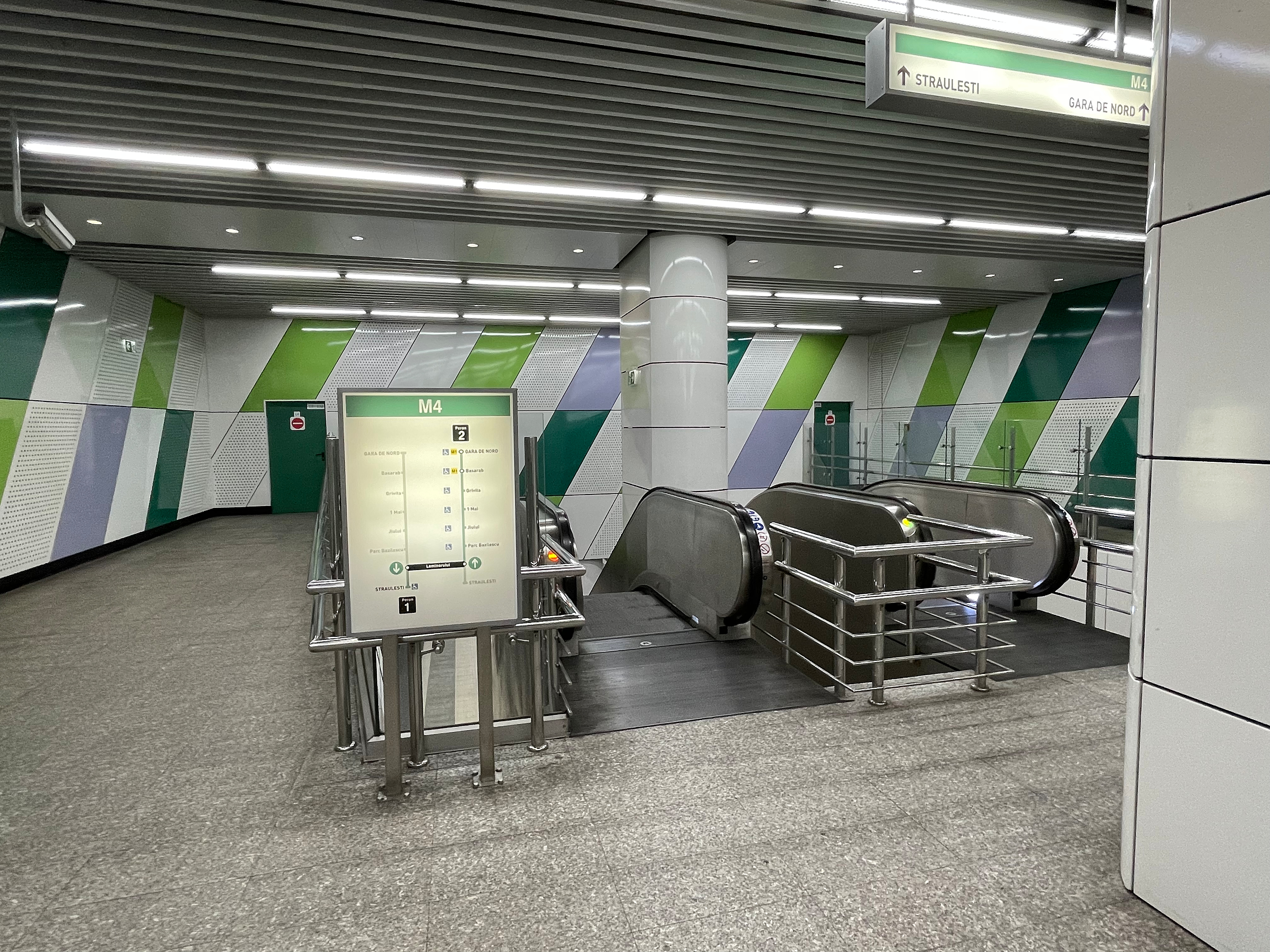
Scară rulantă în stație